# Vieux-Pont
Pour les articles homonymes, voir Vieux-Pont-en-Auge.
Vieux-Pont est une commune française, située dans le département de l'Orne en région Normandie, peuplée de 200 habitants.

## Géographie
| Joué-du-Plain, Rânes | Joué-du-Plain            | Avoine                 |
| Rânes                |                          | Boucé                  |
| Rânes                | Saint-Martin-l'Aiguillon | Sainte-Marie-la-Robert |

### Hydrographie
La commune est située dans le bassin Seine-Normandie. Elle est drainée par l'Udon, le Couillard, le ruisseau du Moulin de Besnard, la Ranette, le fossé 01 de la Hersandière, le fossé 01 des Pubois, le ruisseau de la Harlière et un autre petit cours d'eau,.
L'Udon, d'une longueur de 28 km, prend sa source dans la commune de Chahains et se jette  dans l'Orne en limite de Sevrai et d'Écouché-les-Vallées, après avoir traversé dix communes. 
Le Couillard, d'une longueur de 11 km, prend sa source dans la commune de Joué-du-Bois et se jette  dans l'Udon sur la commune, après avoir traversé cinq communes. 
Le ruisseau du Moulin de Besnard, d'une longueur de 13 km, prend sa source dans la commune de Chahains et se jette  dans l'Udon en limite de la commune et de Sainte-Marie-la-Robert, après avoir traversé huit communes. 
Un plan d'eau complète le réseau hydrographique : l'étang des Arcs-en-Ciels (0,21 ha),.

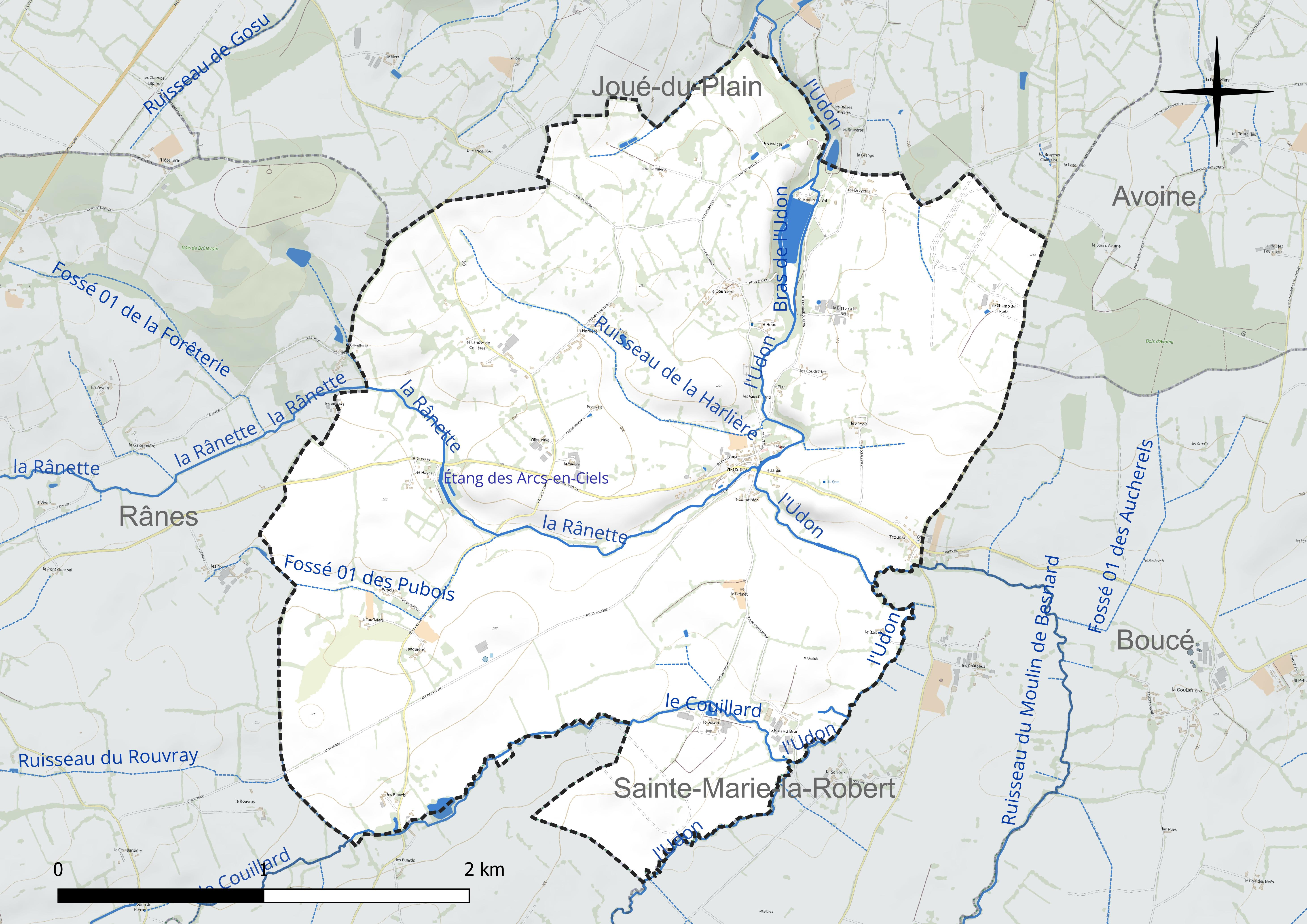
Réseau hydrographique de Vieux-Pont.

### Climat
Pour des articles plus généraux, voir Climat de la Normandie et Climat de l'Orne.
En 2010, le climat de la commune est de type climat océanique dégradé des plaines du Centre et du Nord, selon une étude du CNRS s'appuyant sur une série de données couvrant la période 1971-2000. En 2020, Météo-France publie une typologie des climats de la France métropolitaine dans laquelle la commune est exposée à un climat océanique et est dans la région climatique Normandie (Cotentin, Orne), caractérisée par une pluviométrie relativement élevée (850 mm/a) et un été frais (15,5 °C) et venté. Parallèlement le GIEC normand, un groupe régional d’experts sur le climat, différencie quant à lui, dans une étude de 2020, trois grands types de climats pour la région Normandie, nuancés à une échelle plus fine par les facteurs géographiques locaux. La commune est, selon ce zonage, exposée à un « climat contrasté des collines », correspondant au Bocage normand, bien arrosé, voire très arrosé sur les reliefs les plus exposés au flux d’ouest, et frais en raison de l’altitude.
Pour la période 1971-2000, la température annuelle moyenne est de 10,4 °C, avec une amplitude thermique annuelle de 13,4 °C. Le cumul annuel moyen de précipitations est de 791 mm, avec 12,3 jours de précipitations en janvier et 7,5 jours en juillet. Pour la période 1991-2020, la température moyenne annuelle observée sur la station météorologique la plus proche, située sur la commune d'Argentan à 14 km à vol d'oiseau, est de 11,1 °C et le cumul annuel moyen de précipitations est de 691,9 mm,. Pour l'avenir, les paramètres climatiques de la commune estimés pour 2050 selon différents scénarios d’émission de gaz à effet de serre sont consultables sur un site dédié publié par Météo-France en novembre 2022.

## Urbanisme

### Typologie
Au 1er janvier 2024, Vieux-Pont est catégorisée commune rurale à habitat très dispersé, selon la nouvelle grille communale de densité à sept niveaux définie par l'Insee en 2022.
Elle est située hors unité urbaine. Par ailleurs la commune fait partie de l'aire d'attraction d'Argentan, dont elle est une commune de la couronne,. Cette aire, qui regroupe 50 communes, est catégorisée dans les aires de moins de 50 000 habitants,.

### Occupation des sols
L'occupation des sols de la commune, telle qu'elle ressort de la base de données européenne d’occupation biophysique des sols Corine Land Cover (CLC), est marquée par l'importance des territoires agricoles (97,8 % en 2018), une proportion identique à celle de 1990 (97,8 %). La répartition détaillée en 2018 est la suivante : 
prairies (57,3 %), terres arables (36,9 %), zones agricoles hétérogènes (3,6 %), forêts (2,2 %). L'évolution de l’occupation des sols de la commune et de ses infrastructures peut être observée sur les différentes représentations cartographiques du territoire : la carte de Cassini (XVIIIe siècle), la carte d'état-major (1820-1866) et les cartes ou photos aériennes de l'IGN pour la période actuelle (1950 à aujourd'hui).

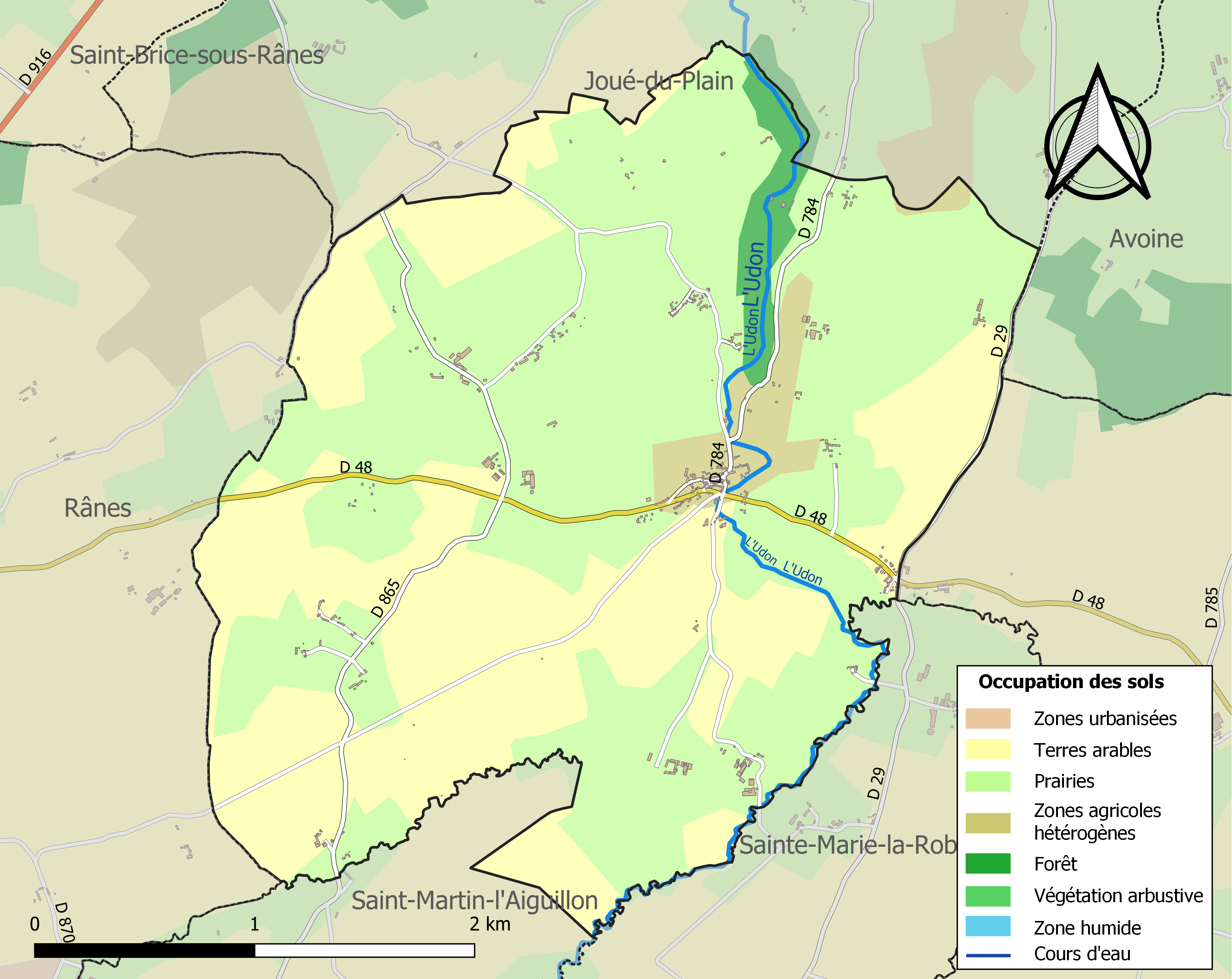
Carte des infrastructures et de l'occupation des sols de la commune en 2018 (CLC).

## Toponymie
Le nom de la localité est attesté sous les formes Viez Pont en 1155.
Le toponyme n'est pas un faux-ami, il s'agit bien d'une référence à un ouvrage ancien,.
Le gentilé est Vipontois.

## Histoire
À la Révolution française, la commune est rattachée au canton de Rasnes qui est supprimé en 1801.

## Politique et administration
| Période                                  | Période   | Identité          | Étiquette | Qualité              |
| ---------------------------------------- | --------- | ----------------- | --------- | -------------------- |
| avant 1988                               | ?         | Simone Villain    |           |                      |
| juin 1995                                | mars 2014 | Claude Montaufray | SE        | Agriculteur          |
| mars 2014                                | En cours  | Daniel Berrier    | SE        | Agriculteur retraité |
| Les données manquantes sont à compléter. |           |                   |           |                      |

Le conseil municipal est composé de onze membres dont le maire et deux adjoints.

## Démographie
L'évolution du nombre d'habitants est connue à travers les recensements de la population effectués dans la commune depuis 1793. Pour les communes de moins de 10 000 habitants, une enquête de recensement portant sur toute la population est réalisée tous les cinq ans, les populations de référence des années intermédiaires étant quant à elles estimées par interpolation ou extrapolation. Pour la commune, le premier recensement exhaustif entrant dans le cadre du nouveau dispositif a été réalisé en 2008.
En 2022, la commune comptait 200 habitants, en stagnation par rapport à 2016 (Orne : −3,21 %, France hors Mayotte : +2,11 %).
Vieux-Pont a compté jusqu'à 737 habitants en 1800.
| 1793 | 1800 | 1806 | 1821 | 1836 | 1841 | 1846 | 1851 | 1856 |
| ---- | ---- | ---- | ---- | ---- | ---- | ---- | ---- | ---- |
| 736  | 737  | 721  | 650  | 722  | 703  | 651  | 619  | 550  |

| 1861 | 1866 | 1872 | 1876 | 1881 | 1886 | 1891 | 1896 | 1901 |
| ---- | ---- | ---- | ---- | ---- | ---- | ---- | ---- | ---- |
| 555  | 512  | 503  | 518  | 495  | 476  | 434  | 393  | 424  |

| 1906 | 1911 | 1921 | 1926 | 1931 | 1936 | 1946 | 1954 | 1962 |
| ---- | ---- | ---- | ---- | ---- | ---- | ---- | ---- | ---- |
| 404  | 356  | 305  | 312  | 290  | 306  | 331  | 312  | 331  |

| 1968 | 1975 | 1982 | 1990 | 1999 | 2006 | 2008 | 2013 | 2018 |
| ---- | ---- | ---- | ---- | ---- | ---- | ---- | ---- | ---- |
| 310  | 276  | 244  | 233  | 204  | 212  | 214  | 204  | 197  |

| 2022 | - | - | - | - | - | - | - | - |
| ---- | - | - | - | - | - | - | - | - |
| 200  | - | - | - | - | - | - | - | - |

## Lieux et monuments
- Manoir du Désert, du XVIIe siècle, inscrit au titre des Monuments historiques depuis le 14 mars 1995[33].
- Église Saint-Hilaire, du XIXe siècle.
- Auberge Bunout au lieu-dit Troussel, lieu du crime de Pierre Lemarchand, jugé et condamné à la peine capitale aux assises de l'Orne le 17 juillet 1863[34].

## Activité et manifestations

### Manifestations
- Festival de la chance (concours de chanson française et de l'humour), jusqu'en 2008[35].

### Sports
- Football Club de la Vallée de l'Udon[36].